# Mîkolaiivka, Novomoskovsk
Mîkolaiivka (în ucraineană Миколаївка) este localitatea de reședință a comunei Mîkolaiivka din raionul Novomoskovsk, regiunea Dnipropetrovsk, Ucraina.

## Demografie
Componența lingvistică a localității Mîkolaiivka
     Ucraineană (94,49%)
     Rusă (5,23%)
     Alte limbi (0,15%)
Conform recensământului din 2001, majoritatea populației localității Mîkolaiivka era vorbitoare de ucraineană (94,49%), existând în minoritate și vorbitori de rusă (5,23%).